# Masazumi Tajima
Masazumi Tajima (田島 正純, Tajima Masazumi, nascido em 5 de abril de 1933) é um ex-ciclista olímpico japonês. Tajima representou seu país durante os Jogos Olímpicos de Verão de 1952, em Helsinque.